# جلفانومتر خيطي
الجلفانومتر الخيطي كان من أول الأجهزة التي تتمتع بالقدرة على اكتشاف وتسجيل التيارات الكهربائية الصغيرة للغاية التي ينتجها القلب البشري، كما قدم أول مخطط لكهربية القلب (ECG) عمليًا. حققت الأجهزة الأصلية «امتيازًا تقنيًا لدرجة أن العديد من أجهزة تخطيط كهربية القلب الحديثة قد لا تتمكن من تحقيقها لتوفير تسجيلات موثوقًا بها وغير مشوهة على حد سواء». 

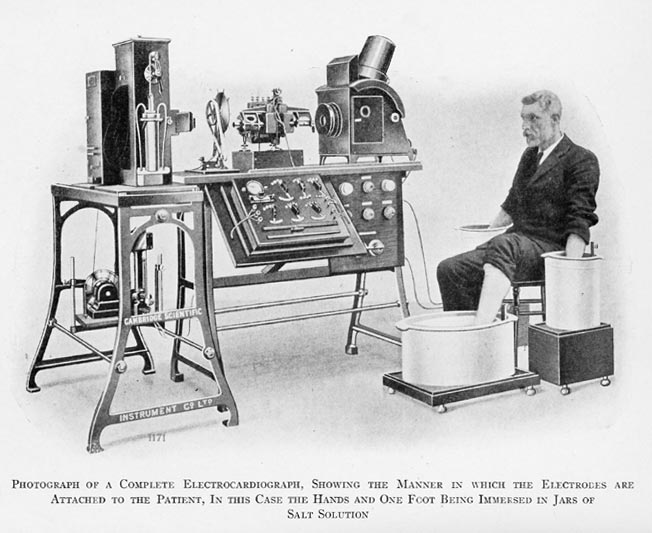

## نبذة تاريخية
استخدم العلماء قبل الجلفانومتر الخيطي آلة تسمى المقياس الكهربي المدرج لقياس النشاط الكهربي للقلب؛ لكن هذا الجهاز لم يقدم أي نتيجة على مستوى التشخيص. اخترع ويليم أينتهوفن (Willem Einthoven) الجلفانومتر الخطي في بداية القرن العشرين ونشر أول تسجيل لاستخدام الجهاز في رسم مخطط لكهربية القلب في كتاب Festschrift في عام 1902. ولكن أول استخدام على البشر لتسجيل مخطط كهربية القلب في 1887، ومع ذلك لم يتم الحصول على نتيجة للقياس الكمي من الجلفانومتر الخطي حتى 1901. وقد حصل العالم الذي اخترعه على جائزة نوبل في الفسيولوجيا أو الطب في عام 1924 عن أعماله.

## الميكانيكا
يتكون اختراع أينتهوفن من خيوط طويلة للغاية (عدة أمتار) كوارتز مغلفة بالفضة كتلتها مهملة تقوم بتوصيل التيارات الكهربية من القلب. ويتم التأثير على الخيوط بواسطة مغناطيسات كهربية قوية موضوعة على جانبي الخيوط، والتي تسبب إزاحة جانبية للخيوط تتناسب مع التيار المنقول نتيجة لـ المجال الكهرومغناطيسي. يتم تكبير الحركة على الخيوط بطريقة مكثّفة وعرضها عبر فتحة دقيقة على لوح فوتوغرافي متحرك.
يتم صنع الخيوط أساسًا عن طريق تمديد خيط من الزجاج من بوتقة بها زجاج مصهور. ولإنتاج خيط رفيع وطويل بشكل كافٍ، يتم إطلاق سهم عبر الحجرة حيث يقوم بسحب الخيط من الزجاج المصهور. ثم يتم تغطية الخيط الناتج بطبقة من الفضة لتوفير مسار موصل للتيار  ويمكن تنظيم دقة حساسية الجلفانومتر عن طريق إحكام شد أو تخفيف شد الخيط.
كانت تتطلب الآلة الأصلية استخدام الماء لتبريد المغناطيسات القوية و5 مشغلات وكانت تزن 600 رطل. 

### الإجراءات
يجلس المريض مع وضع كلتا يديه وقدمه اليسرى في دلاء متفرقة من المحلول الملحي. إذ تعمل هذه الدلاء كأقطاب كهربية لتوصيل التيار من سطح الجلد إلى الخيط. تتلاقى هذه النقاط الثلاثة الموجودة على هذه الأطراف لتنتج ما يُسمى مثلث أينتهوفن، وهو مبدأ ما زال مستخدمًا في تسجيل مخطط كهربية القلب (ECG) حتى اليوم.